# محمد عمر (لاعب كرة قدم مصري)
محمد عمر (مواليد 3 سبتمبر 1958) هو لاعب كرة قدم مصري معتزل، كان يلعب في مركز المدافع في نادي الاتحاد السكندري ومنتخب مصر.

## مسيرته التدريبية
| النادي                            | البداية                 | النهاية                 |
| --------------------------------- | ----------------------- | ----------------------- |
| الاتحاد السكندري                  | 21/22 (أغسطس 8, 2022)   | حاليا -                 |
| صحم                               | 18/19 (فبراير 9, 2019)  | 18/19 (مايو 30, 2019)   |
| الاتحاد السكندري                  | 17/18 (فبراير 11, 2018) | 18/19 (سبتمبر 22, 2018) |
| ألعاب دمنهور                      | 14/15 (أكتوبر 26, 2014) | 14/15 (فبراير 2, 2015)  |
| النصر بنغازي                      | 13/14 (ديسمبر 16, 2013) | 13/14 (يونيو 30, 2014)  |
| بلدية المحلة                      | 13/14 (أغسطس 17, 2013)  | 13/14 (ديسمبر 16, 2013) |
| الاتحاد السكندري (مدير الكرة)     | 12/13 (مايو 12, 2013)   | 12/13 (يوليو 22, 2013)  |
| الوحدات                           | 12/13 (أغسطس 20, 2012)  | 12/13 (فبراير 22, 2013) |
| الجزيرة                           | 11/12 (أغسطس 26, 2011)  | 12/13 (أغسطس 20, 2012)  |
| بتروجيت                           | 10/11 (مايو 26, 2011)   | 11/12 (يوليو 12, 2011)  |
| الاتحاد السكندري (المدير الرياضي) | 10/11 (أبريل 15, 2011)  | 10/11 (مايو 26, 2011)   |
| منتخب مصر تحت 17 سنة              | 09/10 (أغسطس 10, 2009)  | 10/11 (أبريل 1, 2011)   |
| الترسانة                          | 08/09 (نوفمبر 3, 2008)  | 08/09 (فبراير 18, 2009) |
| الاتحاد السكندري                  | 06/07 (ديسمبر 26, 2006) | 07/08 (أغسطس 26, 2007)  |
| النادي المصري                     | 06/07 (سبتمبر 28, 2006) | 06/07 (ديسمبر 26, 2006) |
| المريخ السوداني                   | 04/05 (يناير 7, 2005)   | 04/05 (يونيو 30, 2005)  |
| الوحدات                           | 04/05 (يوليو 17, 2004)  | 04/05 (يناير 7, 2005)   |
| الاتحاد السكندري                  | 02/03 (مايو 1, 2003)    | 03/04 (أبريل 7, 2004)   |
| الاتحاد السكندري                  | 01/02 (يناير 1, 2002)   | 01/02 (يونيو 30, 2002)  |
| طلائع الجيش                       | 01/02 (يوليو 1, 2001)   | 01/02 (ديسمبر 31, 2001) |
| حرس الحدود                        | 00/01 (يوليو 1, 2000)   | 00/01 (يونيو 30, 2001)  |

## روابط خارجية
- محمد عمر على موقع قاعدة بيانات كرة القدم.إي يو (الإنجليزية)
- محمد عمر على موقع ناشيونال فوتبول تيمز (الإنجليزية)
- محمد عمر على موقع أوليمبيديا (الإنجليزية)
- صفحة المدرب على موقع transfermarkt
- صفحة المدرب على موقع كووورة